# Sophiina volba (film)
Sophiina volba (v anglickém originále Sophie’s Choice) je americký dramatický film z roku 1982. Režisérem filmu je Alan J. Pakula. Hlavní role ve filmu ztvárnili Meryl Streep, Kevin Kline, Peter MacNicol, Rita Karin a Stephen D. Newman.

## Ocenění
- Oscar, nejlepší herečka, Meryl Streep
- Zlatý glóbus, nejlepší herečka, Meryl Streep

Film získal další 4 nominace na Oscara, 2 nominace na Zlatý glóbus a 2 nominace na cenu BAFTA.

## Obsazení
| Meryl Streep       | Zofia Zawistowski |
| Kevin Kline        | Nathan Landau     |
| Peter MacNicol     | Stingo            |
| Rita Karin         | Yetta Zimmerman   |
| Stephan D. Newman  | Larry Landau      |
| Josh Mostel        | Morris Fink       |
| Marcell Rosenblatt | Astrid Weinstein  |
| Moishe Rosenfeld   | Moishe Rosenblum  |
| Josef Sommer       | vypravěč          |

## Zajímavosti
Do role Zofie doporučoval Miloš Forman režisérovi Alanovi Jay Pakulovi slovenskou herečku Magdu Vašáryovou. Ta se účastnila i kamerových zkoušek, při kterých okouzlila nejen talentem, ale i svou krásou i autora předlohy Williama Styrona. Nakonec byla dána přednost na zásah producentů Meryl Streepové, která už byla známou filmovou hvězdou a za roli ve filmu nakonec získala Oscara. Toto ocenění předpověděl režisérovi právě Miloš Forman.